# Dömös
Dömös is een plaats (község) en gemeente in het Hongaarse comitaat Komárom-Esztergom. Dömös telt 1120 inwoners (2001).